# Conrad Aiken
Conrad Potter Aiken (5. srpna 1889, Savannah, Georgia, USA – 17. srpna 1973, Savannah) byl americký spisovatel a básník, otec britských spisovatelek Joan a Jane.

## Životopis
Když měl 11 let, jeho otec zabil jeho matku a pak i sebe kvůli rodinným finančním problémům. Podle některých zpráv byl Conrad svědkem této vraždy, podle jiných zpráv našel obě těla. Vychovávala ho jeho prateta v Massachusetts. Conrad navštěvoval soukromé školy a Middlesex School v Concorde v Massachusetts, pak Harvard University, kde redigoval časopis The Harvard Advocate spolu s T. S. Eliottem. Školu ukončil v roce 1912. Do Savannah se vrátil 11 let před smrtí. Jeho hrob, který se nachází na hřbitově Bonaventure Cemetery na březích řeky Savannah, se stal známým díky zmínce v díle Midnight in the Garden of Good and Evil, bestselleru Johna Berendta. Podle místní legendy si Conrad přál, aby jeho náhrobní pomník byl vytvořen v podobě lavičky, při které by se mohli návštěvníci zastavit, odpočinout si a těšili se z martini na jeho hrobě.

## Tvorba
Jeho tvorba byla silně ovlivněna symbolismem, zejména jeho rané práce. V roce 1930 získal Pulitzerovu cenu za poezii (za své dílo Selected Poems). Mnohé z jeho děl se věnují psychologickým tématům. Jeho báseň "Music I Heard" byla zhudebněna mnoha skladateli, včetně Leonarda Bernsteina a Henryho Cowella. Conrad Aiken je považován za imagistu.
Conrad Aiken připravil k tisku básně Emily Dickinsonové.

## Dílo
- 1934 – Silent Snow, Secret Snow, povídka
- 1914 – Earth Triumphant, sbírka básní
- 1918 – The Charnel Rose, sbírka básní
- 1933 – And In the Hanging Gardens, sbírka básní